# Gilbert (Argentina)
Gilbert o Torcuato Gilbert es un municipio distribuido entre los distritos San Antonio y Pehuajó al Norte del departamento Gualeguaychú en la provincia de Entre Ríos, República Argentina. El municipio comprende la localidad del mismo nombre y un área rural.

## Historia
El poblado de Gilbert nace a partir del afincamiento de pequeños productores de campo alrededor de la estación de tren, luego de haber sido instaurado el ramal ferroviario general Urquiza hacia el año 1890, y puesto el nombre de "Torcuato Gilbert" a la estación de ferrocarril.
Torcuato vendría de linaje oriundo de Inglaterra, cuyo escudo familiar es conocido en Aragón desde el siglo XIV y acrecentado por el rey Juan II de Aragón en la persona de Juan Gilbert (bisabuelo del fundador) según así resulta de la Real Provisión de Hidalguía y Nobleza de la Real Audienza de Aragón, por el escribano Andrés Burillo al 26 de abril de 1765. Torcuato fue vicepresidente de la Cámara de Diputados de la Nación en los años 1891 y 1892.
El poblado fue creciendo progresivamente. Primero con el sistema telegráfico que se inicia aproximadamente en 1895, y cubre el servicio de telegramas de todo el país.
Se construye la primera Capilla en 1905 y la Escuela en 1909.
En 1920 se acondiciona un galpón que sirvió para el cine. La estafeta postal en 1922.
La luz eléctrica llega al Pueblo en la década del ’30 con horarios reducidos, dado que se generaba merced a una peculiar usina de la época, hoy conservada como museo. El “Club Social, Cultural y Deportivo Gilbert” nace en 1938, y el Hospital "Santa María" en 1939.
En la década del ’40 comienza a circular un colectivo desde Gualeguaychú, pero el mismo funcionaba sólo cuando los caminos lo permitían. Había contados automóviles en esa época y pertenecían a los hacendados o comerciantes de mayor renombre. En 1942 se construye la nueva Parroquia "San José" dado el deterioro de la vieja capilla. La Biblioteca en 1943. En 1944 se abre la cantina en el Club Social.
En 1957 surge el Grupo de Teatro de Gilbert.
En 1968 se agrega el fútbol a las actividades del Club Social.
El 4 de abril de 1973 se inaugura el Hogar de Menores poniéndole el nombre de su fundadora " Luisa Morrogh Bernard de Bottani" quien había fallecido el 16 de enero de 1973. El tendido eléctrico urbano se realiza en 1976.

## Gobierno
Desde el año 1971 la forma de Gobierno de Gilbert era regida por una junta de gobierno. En el año 2004 por virtud de la reforma de la Constitución de la Provincia de Entre Ríos se da origen a los municipios de segunda categoría, y las autoridades del mismo surgen por el voto popular.  El primer Presidente Municipal intendente fue el Dr. Jorge Holzmann, electo en 2007 quien se desempeñó hasta el ciclo 2011, en circunstancia de la modificación de la ley de municipios es reelecto, cumpliendo su mandato hasta el año 2015.

Gilbert, junto a otros tres municipios (Urdinarrain, Larroque, Aldea San Antonio), conforma la denominada Microrregión del Sur Entrerriano, con lazos desde lo cultural a lo comercial con la región italiana del Véneto.

## Fiestas populares
Se destaca la Fiesta del Reencuentro, que tiene lugar en la localidad cada febrero desde el año 2006."

## Parroquias de la Iglesia católica en Gilbert
| Diócesis   | Gualeguaychú |
| ---------- | ------------ |
| Parroquias | San José     |